# Naumburský mistr

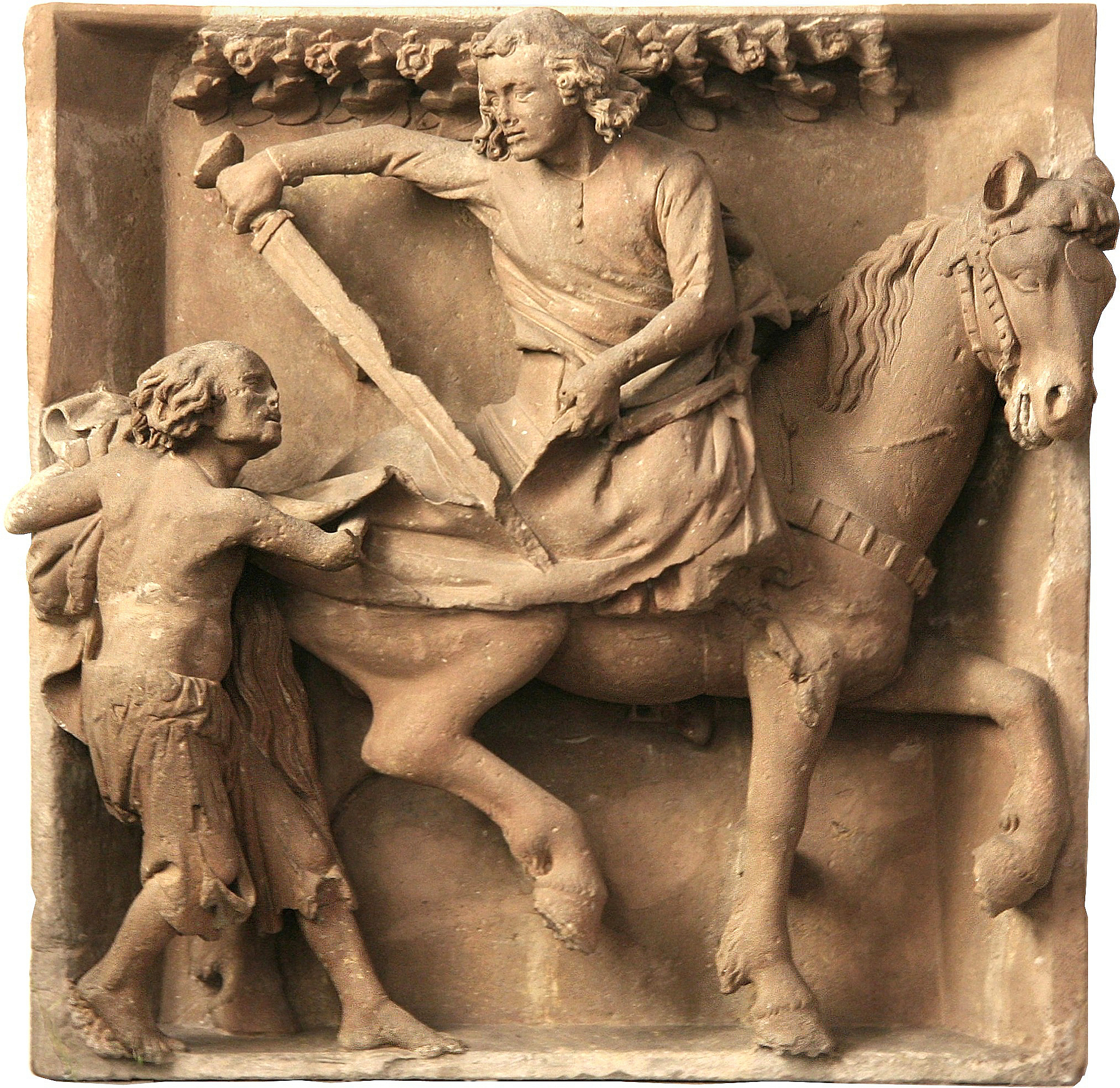
sv. Martin (Bassenheimský jezdec)

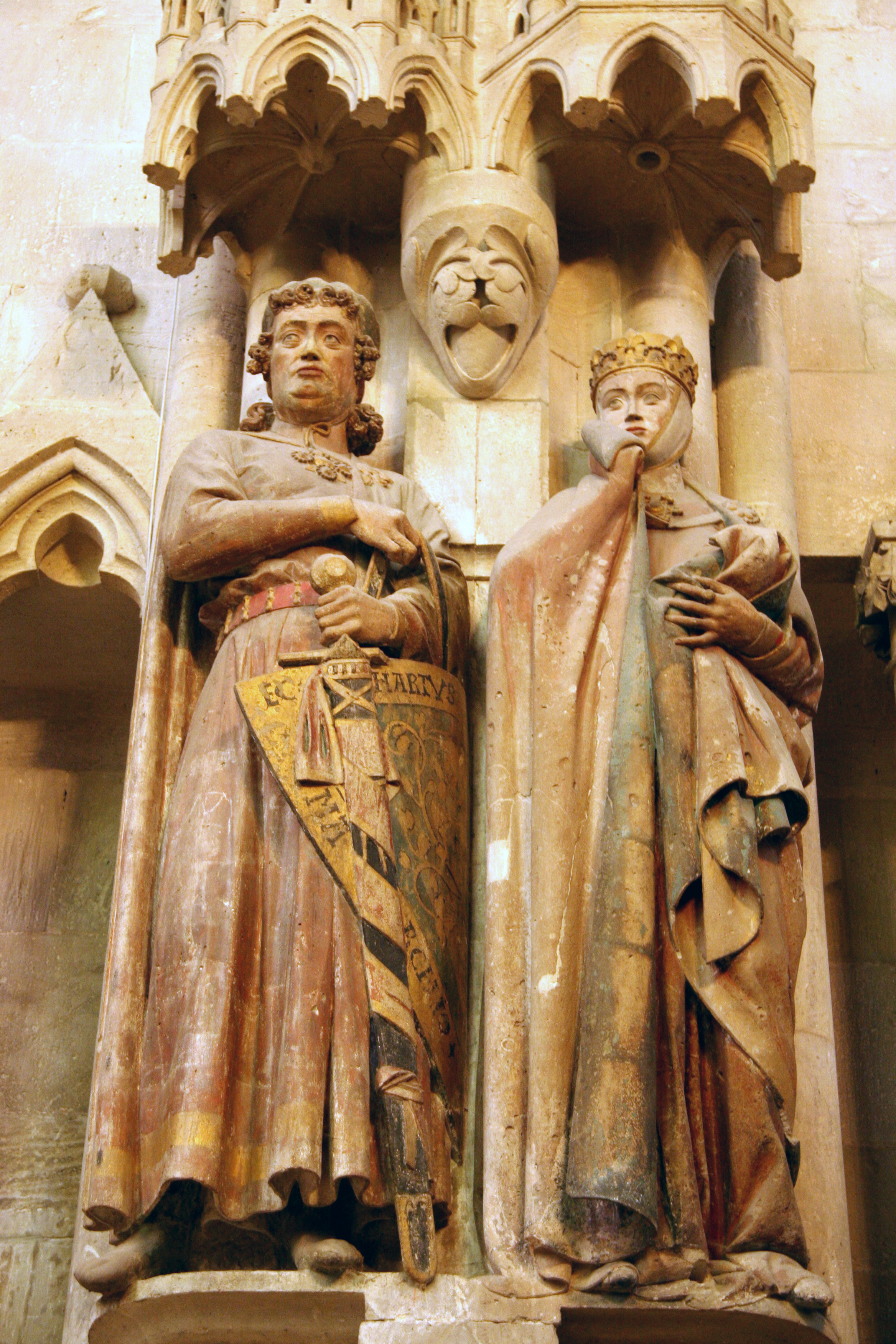
Ekkehard II. a Uta, Naumburg

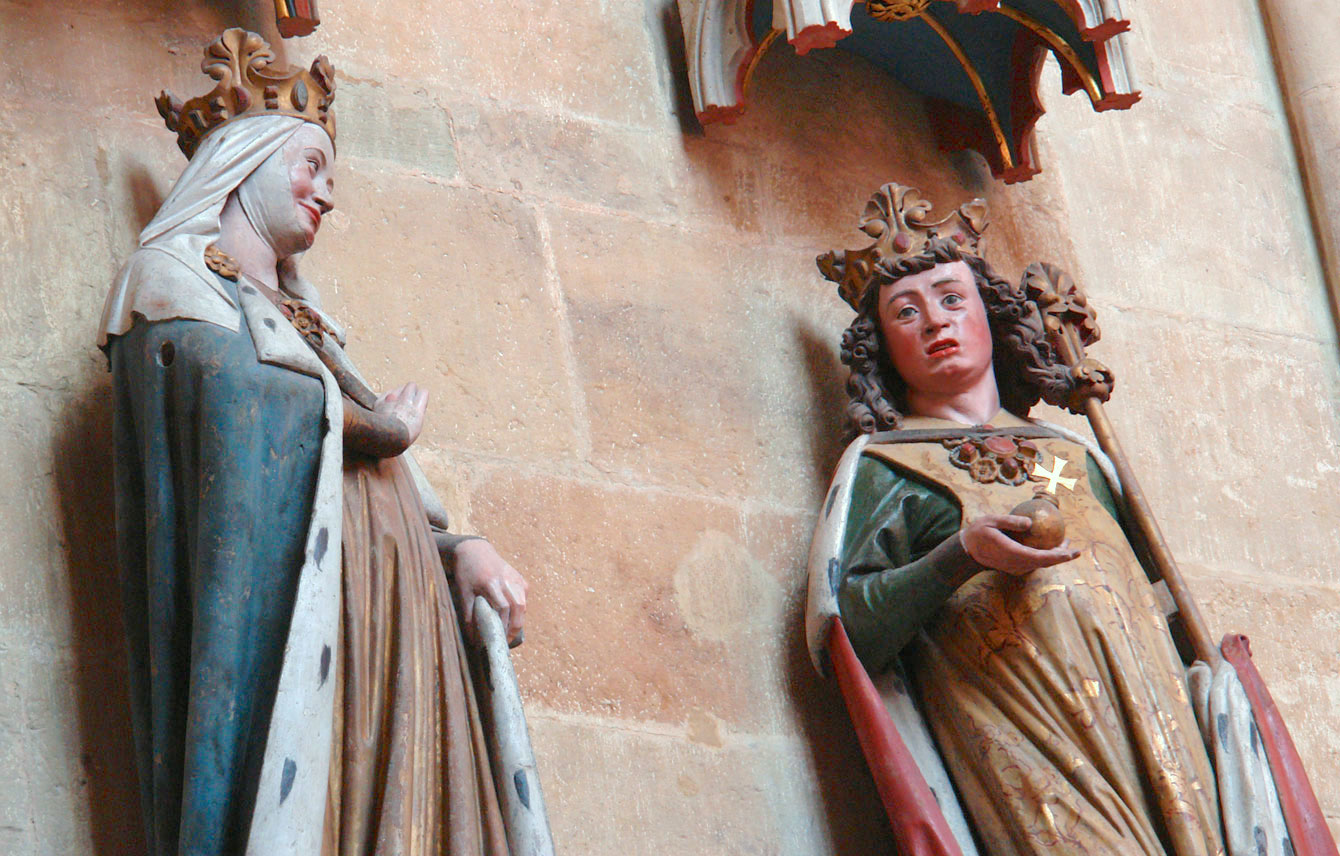
Oto I. a Adéla, Míšeň

Naumburský mistr (německy Naumburger Meister, činný 1220–1272) byl jedním z nejvýznamnějších sochařů evropské vrcholné gotiky. Jeho jméno je odvozeno od katedrály v Naumburgu, kde se zachoval rozsáhlý soubor jeho soch.

## Život
Naumburský mistr po vyučení ve stavební huti v Remeši kolem roku 1230 pracoval v Mohuči a potom ve francouzských městech Noyonu, Amiens, snad také v Métách a před polovinou 13. století v Merseburgu, přibližně v letech 1240–1260 v Naumburgu a nakonec do roku 1272 v Míšni.

## Dílo
Díla Naumburského mistra představují přelom rané a vrcholné gotiky v Německu. Sochy Ekkeharda a Uty, zakladatelů katedrály v Naumburgu, jsou vytesány s nebývalým realismem a vyvolávají dojem, jako by šlo o skutečný portrét. Tvář Uty je považována za německou obdobu Mony Lisy. Sochy nesou stopy polychromie a zlacení.
Mohučská socha Krista, který si rozerval šaty, aby své matce ukázal krvácející ránu ve svém boku je dílo mystické i realistické, šokující i citové.

### Známá díla
- Bassenheimský jezdec (sv. Martin), Bassenheim poblíž Koblenze
- Kristus ukazující svou ránu Panně Marii, Mohuč[4]
- sochy Ekkeharda II. a jeho manželky Uty z Ballenstedtu, Katedrála sv. Petra a Pavla, Naumburg
- sochy Heřmana I. Míšeňského a jeho manželky Regelindy, Katedrála sv. Petra a Pavla, Naumburg
- Skupina Ukřižování s Pannou Marií a Janem Křtitelem, Katedrála sv. Petra a Pavla, Naumburg
- reliéfy se scénami Pašijového cyklu, Katedrála sv. Petra a Pavla, Naumburg
- sochy Dětmara, Syzza z Kevernburgu, Těmy z Kistritzu, Viléma z Camburgu, Katedrála sv. Petra a Pavla, Naumburg
- hrobka biskupa Dětřicha II. z Naumburgu, Katedrála sv. Petra a Pavla, Naumburg
- sochy císaře Oty I. a jeho manželky Adély Burgundské, figura Jáhna, Madona s dítětem, sv. Jan Křtitel, katedrála Míšeň